# ولادو چرنوزمسکی
ولادو چرنوزمسکی (بلغاری: Владо Черноземски؛ ۱۹ اکتبر ۱۸۹۷ – ۹ اکتبر ۱۹۳۴) انقلابی اهل بلغارستان بود. وی بین سال‌های ۱۹۲۲ تا ۱۹۳۴ میلادی فعالیت می‌کرد.

## تاریخچه
او یک انقلابی بلغاری بود که مردم به او لقب شوالیه داده بودند. چرنوزمسکی را امروزه در بلغارستان و در زمان خودش، همچنین در محافل کرووات و تبعیدیان بلغاری مقدونیه، یک قهرمان می‌شناسند. علاوه بر این در محافل اقلیت مقدونیه برای چرنوزمسکی سهم به سزایی در استقلال مقدونیه قائل هستند.
او فعالیتهای انقلابی خود را هنگامی که به سازمان انقلابی داخلی مقدونیه (IMRO) در سال ۱۹۲۲ پیوست آغاز نمود.
بلافاصله پس از پیوستن به (IMRO) در اولین مأموریت دو سیاستمدار برجسته بلغاری، کمونیست دیمو هاجیدیموف و تاوم تومالوسکی عضو (IMRO) را ترور کرد؛ وی به خاطر این ترورها به مرگ محکوم شد. اما او از اولین زندان خود فرار کرد. سپس در دستگیری دوباره، آزاد شد. بدنبال آزادی اش در سال ۱۹۳۲ به جنبش انقلابی کرواسی (اوستاشی) پیوست؛ و به عنوان مربی این گروه به کار مشغول شد و سه نفر از اعضای این جنبش را برای به قتل رساندن الکساندر یکم یوگسلاوی آموزش داد اما در ۹ اکتبر ۱۹۳۴ خودش آلکساندر یکم را در مارسی فرانسه ترور کرد.
پس از قتل لوئی بارتو، وزیر امور خارجه فرانسه توسط چرنوزمسکی، او توسط پلیس فرانسه و تماشاگران مورد ضرب و شتم قرار گرفت و در همان روز درگذشت.